# Phare de Šventoji
Le phare de Šventoji (en lituanien : Šventosios švyturys) est un phare actif qui est situé dans la station balnéaire de Šventoji, au nord du littoral de la mer Baltique, en Lituanie.
Il est géré par les autorités portuaires de Klaipéda 

## Histoire
Le phare a été construit en 1957, à 8 kilomètres au sud de la frontière Lettone. Le phare original était fait d'une structure en poutres de bois qui a été remplacé par une structure métallique en l'an 2000. Le phare porte des marques de jour blanches et rouges sur la moitié supérieure de sa structure.

## Description
Le phare est une tour carrée de 39 mètres de haut, avec galerie et lanterne rouge. Son feu isophase   émet, à une hauteur focale de 42 mètres, trois longs éclats blancs toutes les 15 secondes. Sa portée nominale est de 17 milles nautiques (environ 32 km).
Il possède aussi une lumière de secours émettant un éclat blanc toutes les 9 secondes d'une portée de 8 milles nautiques (environ 15 km).
Identifiant : ARLHS : LIT-006 ; LT-0001 - Amirauté : C-3382 - NGA : 12044

## Caractéristique duFeu maritime
Fréquence : 15 secondes (W-W-W)
- Lumière : 1.5 secondes
- Obscurité : 1.5 secondes

|          |
| Le phare |

### Lien connexe
- Liste des phares de Lituanie